# SEAT
SEAT, SA tiếng Anh: /ˈseɪɑːt/, tiếng Tây Ban Nha: [ˈseat]; Sociedad Española de Automóviles de Turismo) là nhà sản xuất ô tô Tây Ban Nha có trụ sở chính tại Martorell, Tây Ban Nha. Công ty được thành lập vào ngày 9 tháng 5 năm 1950, bởi Học viện Công nghiệp Quốc gia (INI), một công ty cổ phần công nghiệp nhà nước Tây Ban Nha. Nó nhanh chóng trở thành nhà cung cấp xe hơi lớn nhất ở Tây Ban Nha. Năm 1986, sau 36 năm được niêm yết công khai như một nhà sản xuất ô tô độc lập, chính phủ Tây Ban Nha đã bán SEAT cho Tập đoàn Volkswagen của Đức, và sau khi được bán nó vẫn là một công ty con thuộc sở hữu hoàn toàn của công ty mẹ.
Trụ sở của SEAT, SA được đặt tại khu công nghiệp của SEAT ở Martorell gần Barcelona. Đến năm 2000, sản lượng hàng năm đạt đỉnh hơn 500.000 chiếc; trong tổng số đến năm 2006, hơn 16 triệu chiếc ô tô đã được sản xuất  trong đó có hơn 6 triệu từ nhà máy Martorell, với 3/4 sản lượng hàng năm được xuất khẩu sang hơn 70 quốc gia trên toàn thế giới.
SEAT ngày nay là nhà sản xuất xe hơi lớn duy nhất của Tây Ban Nha có khả năng và cơ sở hạ tầng để phát triển xe hơi của riêng mình.